# Mali Erjavec
Mali Erjavec – wieś w Chorwacji, w żupanii karlowackiej, w mieście Ozalj. W 2011 roku liczyła 154 mieszkańców.